# Vera Brittain
Vera Mary Brittain (29 de desembre de 1893 – 29 de març de 1970) va ser una escriptora, feminista, socialista i pacifista anglesa, recordada principalment pel seu llibre de memòries supervendes Testament de joventut (1933), en el qual relata les seves experiències durant la Primera Guerra Mundial i l'inici de la seva croada en pro del pacifisme.

## Biografia
Brittain va néixer en una família benestant, propietària de fàbriques de paper a Hanley i Cheddleton, a Staffordshire. Va tenir una infància tranquil·la i molt unida al seu únic germà, Edward. Al cap de 18 mesos, la seva família es va mudar a Macclesfield, Cheshire, i quan va tenir 11 anys, es van traslladar novament a Buxton, Derbyshire. Des de l'edat de tretze anys, va assistir a l'escola Santa Monica de Kingswood (Surrey), on la seva tia era directora. Va estudiar literatura anglesa al Somerville College, de la Universitat d'Oxford, i va retardar l'obtenció del seu grau per treballar com a infermera voluntària durant gran part de la Primera Guerra Mundial. El seu promès, Roland Leighton, i dos amics propers, Víctor Richardson i Geoffrey Thurlow, així com el seu germà, Edward Brittain, van morir durant la guerra. Les cartes intercanviades entre ells estan documentades en el llibre Cartes d'una generació perduda.
En tornar a Oxford després de la guerra, Vera Brittain va trobar difícil ajustar la seva vida en la generació de la postguerra. Va ser en aquesta època que va conèixer Winifred Holtby i van iniciar una amistat, en compartir l'aspiració d'establir-se en l'escena literària londinenca. Aquesta amistat duraria fins a la mort de Holtby, el 1935.
La primera novel·la publicada per Brittain fou The Dark Tide (1923). No va ser fins al 1933 que va publicar el seu Testament de joventut, que va ser seguit per les seqüeles, Testament d'amistat (1940) –biografia i tribut a Winifred Holtby– i Testament d'experiència (1957), la continuació de la seva pròpia història, que abasta els anys entre 1925 i 1950, I va quedar inacabada l’última part de les memòries Testament de fe o Testament del temps. Vera Brittain va basar la major part de les seves novel·les en experiències i persones reals. En aquest sentit, la seva obra Honourable Estate (1936) és més aviat una autobiografia i, en algunes parts, té més de memòries que no pas de novel·la. La seva gran obra, Testament de joventut, és un testimoni i un llegat per a la generació següent, que dona testimoni de les pèrdues de la guerra; i també és un pacte amb les dones i les treballadores, amb les heroïnes literàries i les reals –com fou ella mateixa– que tenien al davant la tasca de refer el mon.
En els anys 1920, es va convertir en oradora regular de la Societat de Nacions, i el juny de 1936 va ser convidada a parlar en una manifestació per la pau a Dorchester, on va compartir plataforma amb Dick Sheppard, George Lansbury, Laurence Housman i Donald Soper. Després, Sheppard la va convidar a unir-se a la Peace Pledge Union i, després de sis mesos de reflexió acurada, va respondre el gener de 1937 per dir que sí que acceptaria. Més tard, Brittain també es va afiliar a la Societat anglicana pacifista. El seu pacifisme es va posar de manifest durant la Segona Guerra Mundial, quan va començar la sèrie de Letters to Peacelovers.
Va ser una pacifista pràctica, en el sentit que va ajudar a l'esforç bèl·lic treballant de voluntària com a guàrdia contra incendis i viatjant al voltant del país per recaptar fons per a la campanya d'ajuda alimentària de la Peace Pledge Union. Va ser vilipendiada per parlar en contra dels bombardejos aeris de ciutats alemanyes per mitjà del seu llibre de 1944, Massacre by Bombing. La seva figura com a pacifista va ser reivindicada quan, el 1945, el seu nom va trobar-se inclòs en una llista de 2.000 persones que els nazis pretenien arrestar immediatament després de la frustrada invasió alemanya a Gran Bretanya.
El 1925, Brittain es va casar amb George Catlin, un científic, polític i filòsof. El seu fill, John Brittain-Catlin (1927-1987), fou un pintor, home de negocis i autor de l'autobiografia Family Quartet, que va aparèixer el 1987. La seva filla, nascuda el 1930, Shirley Williams, va ser ministra del gabinet laborista i després demòcrata liberal.
A partir dels anys trenta, Brittain va col·laborar habitualment a la revista pacifista Peace News. Finalment es va convertir en membre del consell editorial de la revista i durant els anys 50 i 60 va escriure-hi articles contra l'apartheid i el colonialisme i a favor del desarmament nuclear.
El novembre de 1966 va sofrir una caiguda en un carrer mal il·luminat de Londres, mentre anava a una conferència. Va atendre igualment el compromís, però després va trobar que havia sofert una fractura de braç esquerre i del dit menovell de la mà dreta. Aquestes lesions van iniciar un declivi físic en el qual la seva ment es va tornar més confusa i introvertida.
Vera Brittain mai es va refer del tot de la mort del seu germà Edward. Quan va morir a Wimbledon el 29 de març de 1970, als 76 anys, el testament demanava que les seves cendres fossin escampades a la tomba d'Edward, a l'altiplà d'Asiago, a Itàlia: "...durant prop de 50 anys bona part del meu cor ha estat en aquest cementiri de poble italià". La seva filla va satisfer aquesta petició el setembre de 1970.

## Llegat cultural
El 1998, les cartes de Brittain durant la Primera Guerra Mundial van ser editades per Alan Bishop i Mark Bostridge i publicades sota el títol Letters from a Lost Generation. També van ser adaptades per Bostridge per a una sèrie de la BBC Ràdio 4, protagonitzada per Amanda Root i Rupert Greus.
El 1980, el coreògraf anglès Kenneth Macmillan va crear el ballet Gloria, amb música de Francis Poulenc i inspirat en els escrits de Brittain sobre la Primera Guerra Mundial.
Because You Died, una nova selecció de la poesia i prosa de Brittain de la Primera Guerra Mundial, editada per Mark Bostridge, va ser publicada per Virago el 2008 per commemorar el 90è aniversari de l'Armistici.
El 9 de novembre de 2008, la BBC va emetre un documental d'una hora de durada sobre Brittain com a part dels seus programes pel Remembrance Day.
Al febrer del 2009, es va informar que BBC Films adaptaria les memòries de Brittain, Testament de joventut, per al cinema. La pel·lícula es va estrenar a Espanya el 18 de novembre de 2015 en DVD.

## Biografies sobre l'autora
- Berry, Paul i Mark Bostridge. Vera Brittain: A Life, Chatto & Windus, 1995, Pimlico, 1996, Virago 2001, 2008 ISBN  1-86049-872-8.
- Gorham, Deborah (2000). Vera Brittain: A Feminist Life, Toronto: University of Toronto Press, ISBN  0-8020-8339-0.